# 伯特·鲁坦
埃尔伯特·利安德·「伯特」·鲁坦（英語：Elbert Leander "Burt" Rutan，1943年6月17日—）是一名美国航空工程师。

## 生平
16岁就学习了飞行，1965年在加州州立理工大学获航空航天工程学士学位。1965年至1972年在美国空军爱德华兹空军基地工作。1972年至1974年在堪萨斯州的贝德飞机公司担任测试中心主任。1974年在加利福尼亚州成立了自己的鲁坦飞机厂，接连推出一系列供家庭组装的小型飞机。1982年4月，他又创立了缩尺复合材料公司，成为世界上主要的设计制造原型机的机构。
伯特·鲁坦是世界民间航天领域的开拓者，他率领的团队制造出人类第一艘由民间制造的载人航天器－太空船1号于2004年飞上天空。

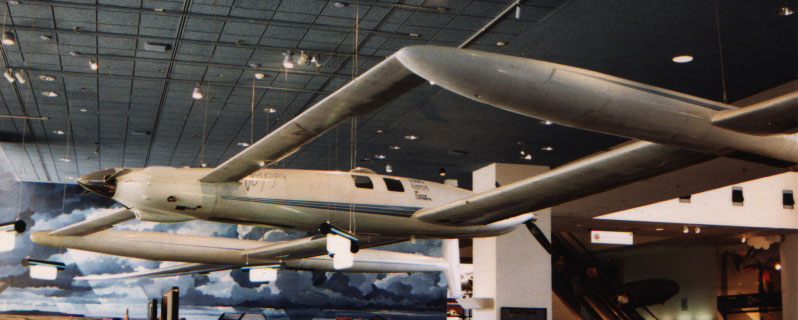
美国航空航天博物馆中展出的伯特·鲁坦设计的旅行者号
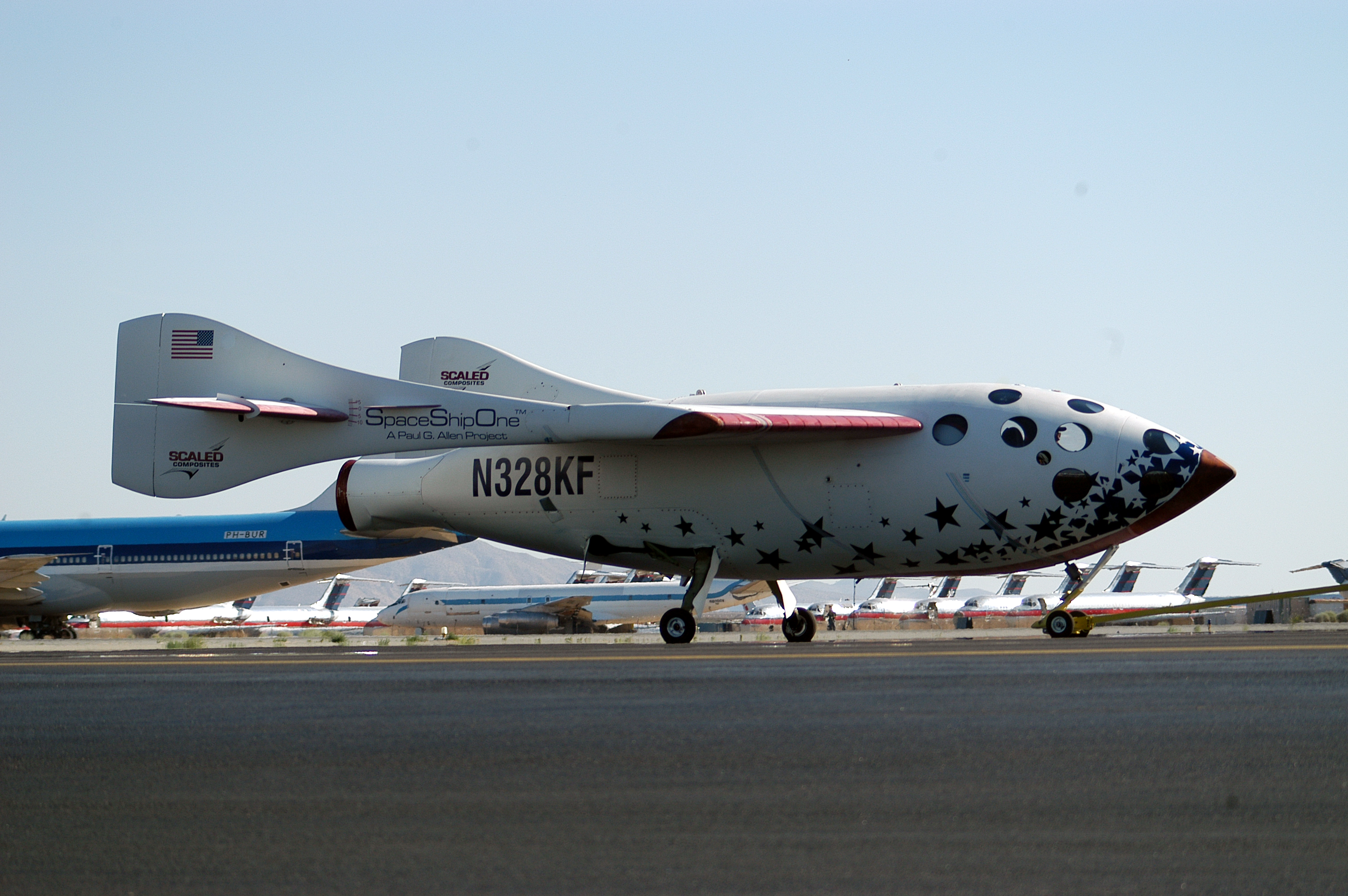
伯特·鲁坦设计的太空船1号
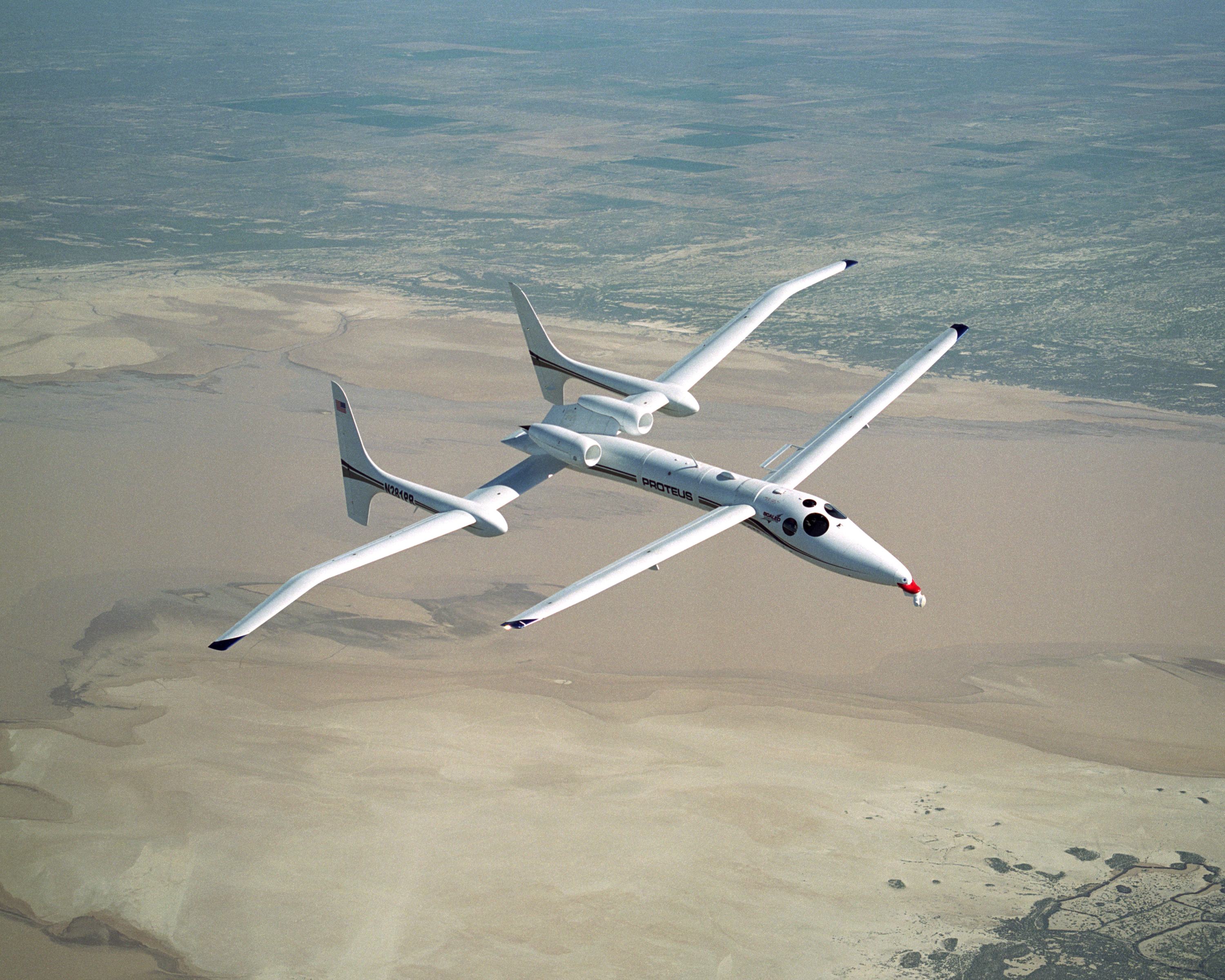
伯特·鲁坦设计的海神号
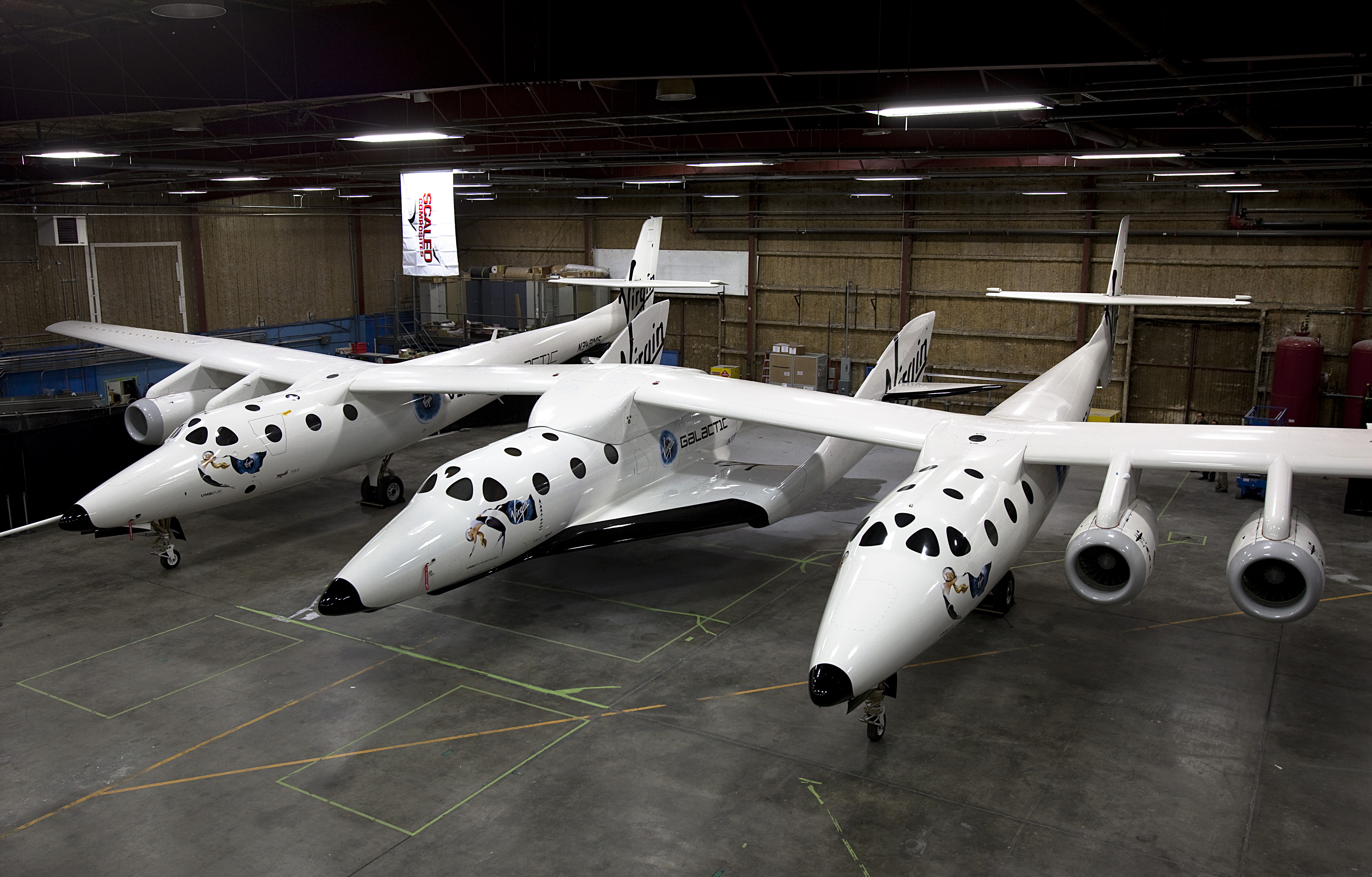
伯特·鲁坦设计的白色骑士2号
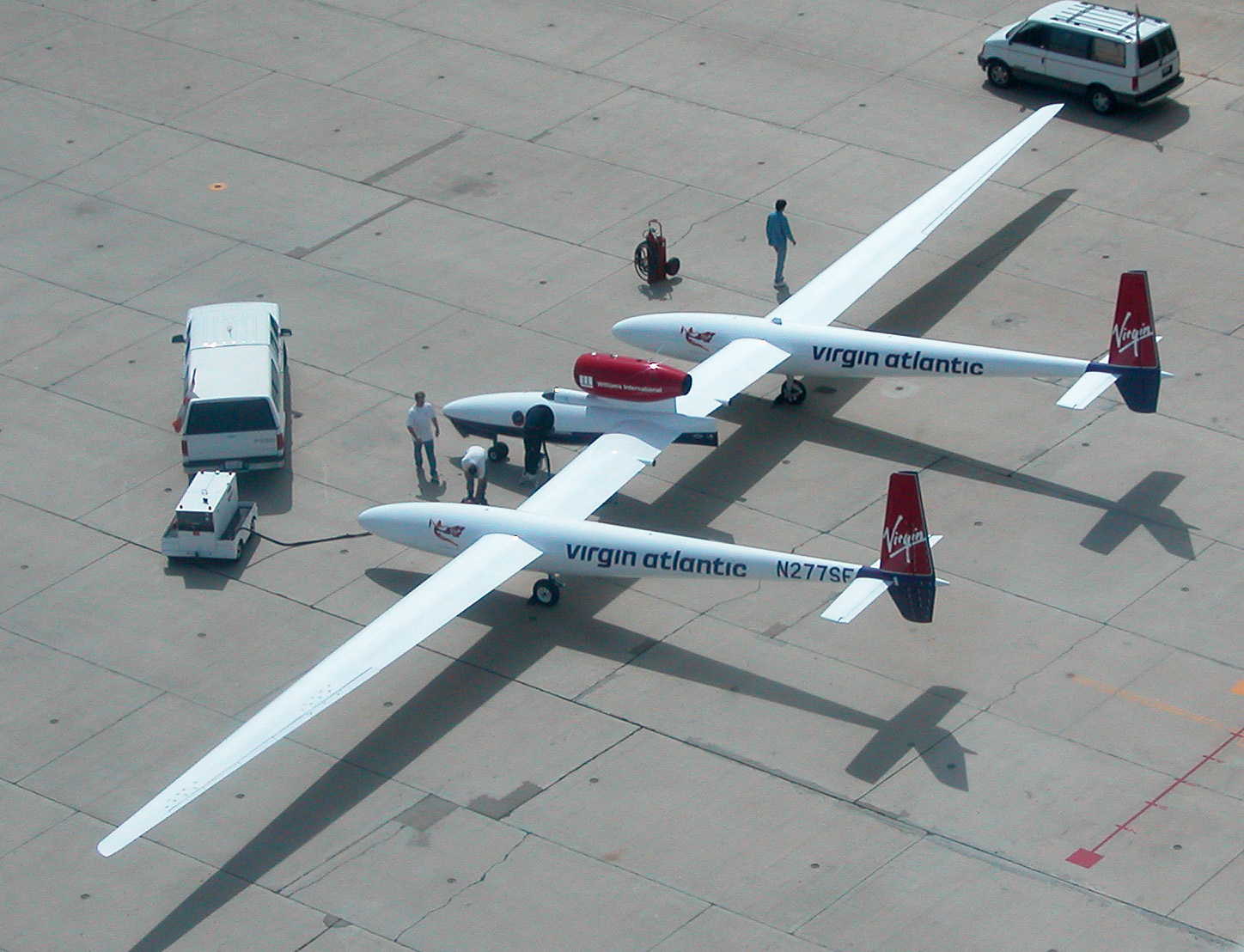
伯特·鲁坦设计的环球飞行者号
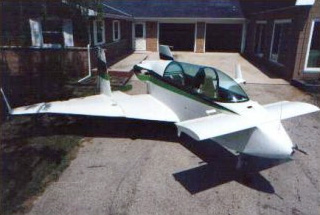
VariViggen
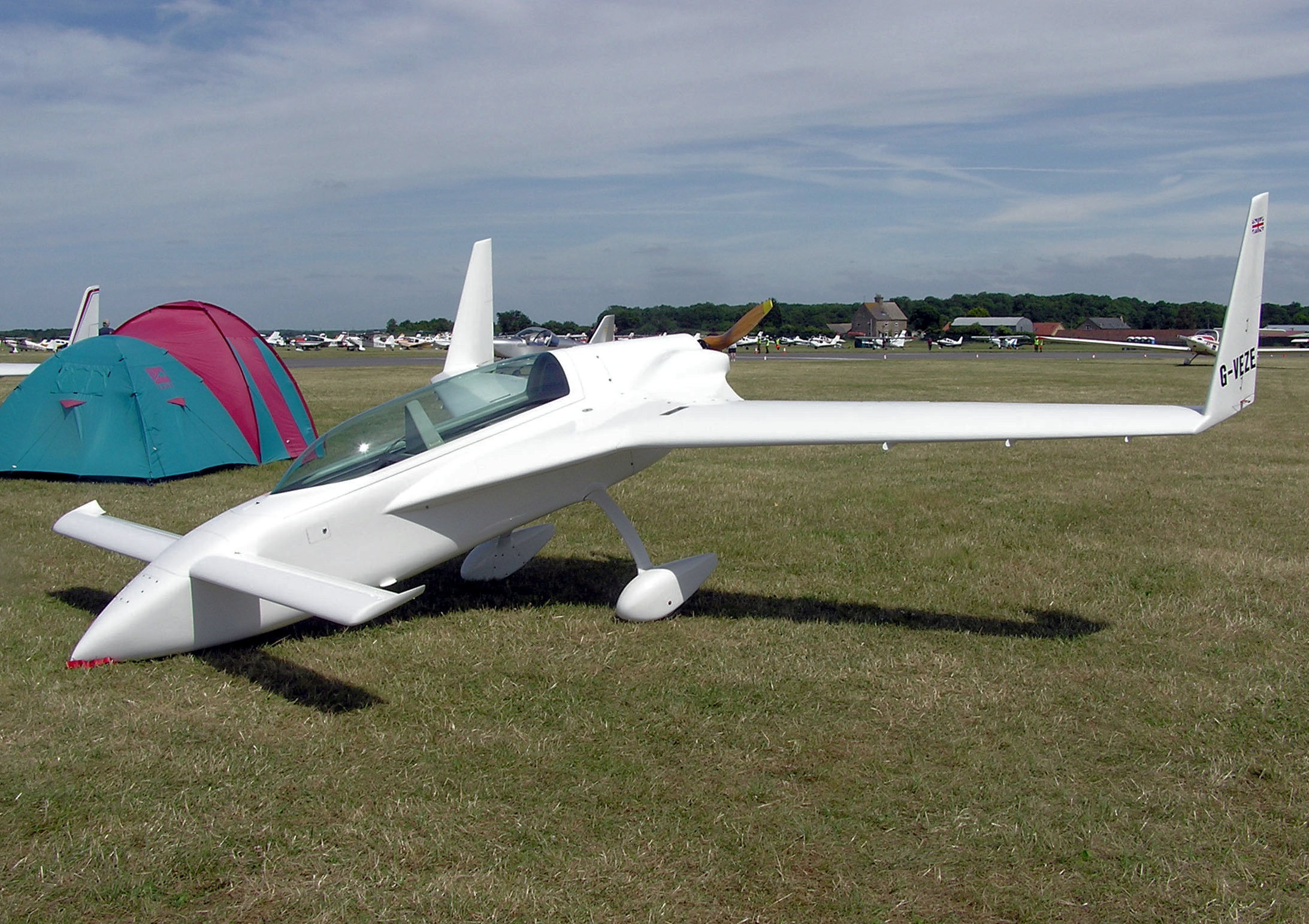
Rutan VariEze